# Cysta (lékařství)

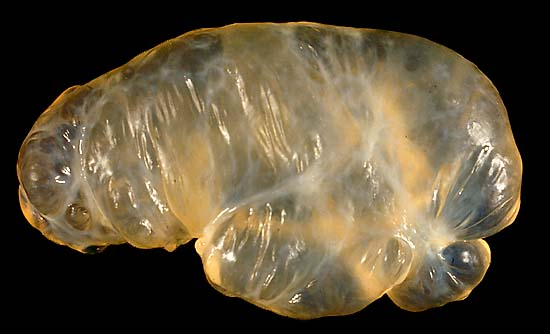
Peritoneální cysta

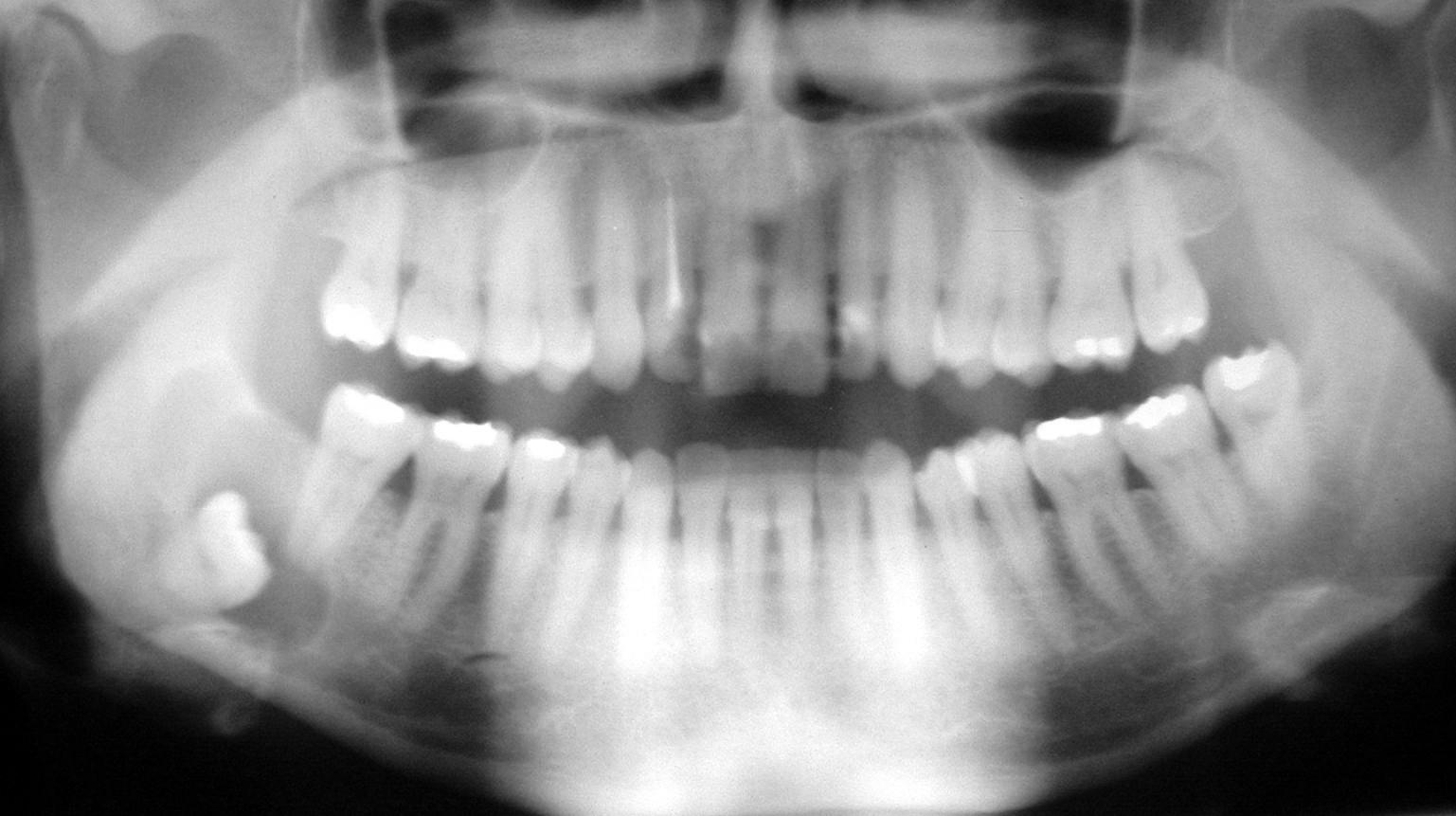
Zubní cysta

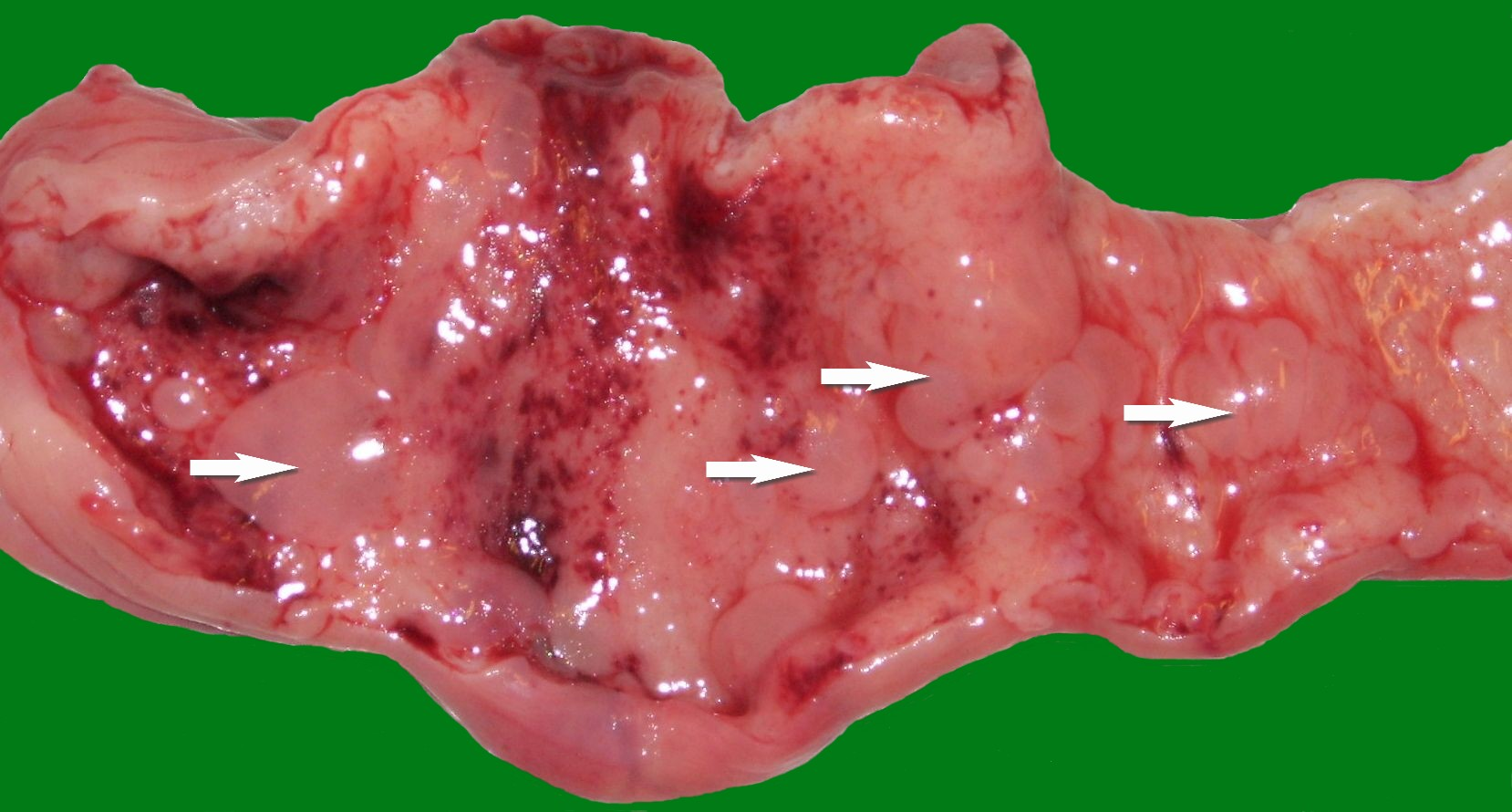
Hyperplastická cysta endometria feny

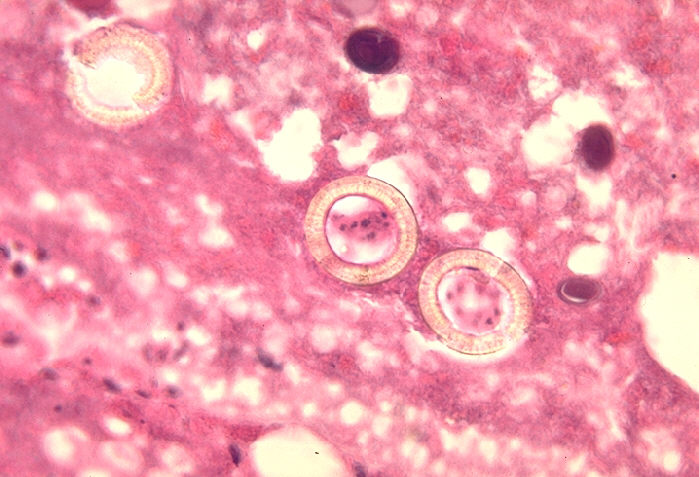
Parazitátní cysta - boubel tasemnice bezbranné

Cysta (z lat. cista – schránka, řeč. kystis – bublina, měchýř) je dutý, patologický útvar, ohraničený od okolní tkáně vlastní, často ale atrofovanou, epiteliální výstelkou. Příčiny vzniku cysty jsou různé, nejčastěji vzniká po uzávěru žlázového vývodu, příčinou může být také jeho rozšíření. Některé cysty jsou důsledkem vývojové anomálie nebo nádorového původu. Zvláštním druhem cyst jsou cysty parazitární, které jsou tvořeny samotným parazitem. Příkladem jsou boubele tasemnic.
Některé útvary se cystám podobají: pseudocysta je útvar vzniklý rozestupem tkání a je ohraničena jen tenkou vazivovou membránou, absces je pak dutina ve tkáni vyplněná hnisem, způsobený místním hnisavým zánětem.

## Dělení cyst

### Podle početnosti
- solitární
- multiplitní – cystóza

### Podle členitosti vnitřní dutiny
- unilokulární
- multilokulární

### Podle obsahu vnitřní dutiny
- serózní (vyplněné tekutinou)
- hlenové
- koloidní
- mazové
- rohové
- hemoragické (vyplněné krví)
- aj.

### Podle způsobu vzniku
- Retenční: vzniká po uzávěru vývodu žlázy. Vývod může být ucpán například zánětlivým výpotkem, kondenzovaným výměškem žlázy nebo kamenem, při hypertrofii epitelu vývodu nebo třeba tlakem nádoru zvenčí. Tlak hromadícího se výměšku způsobí atrofii epitelu uvnitř vzniklé cysty. Známým příkladem retenční cysty je uher vzniklý nahromaděním mazu v ústí chlupových folikulů, nebo žabka, ranula, která vzniká obstrukcí vývodu podjazykových slinných žláz.

- Implantační: vzniká zatlačením epitelu do řídké pojivové tkáně v důsledku traumatu. Zatlačený epitel se začne množit a jeho vlastní výměšek časem vytvoří dutinu cysty. Příkladem jsou cysty vzniklé při pozánětlivých srůstech pobřišnice nebo zubní cysty.

- Hyperplastické: vzniká rozšířením žlázy nebo jejího vývodu. Je geneticky podmíněná a nejčastěji vzniká v mléčné žláze nebo v prostatě.

- Fetální: jedná se o vývojové anomálie a postihují různé orgány. Vznikají při nesprávném vývoji kůže, jater nebo ledvin nebo při persistenci některých emryonálních struktur.

- Nádorové: Některé nezhoubné i zhoubné nádory také vytvářejí cysty.
- Parazitární: S obsahem tekutiny a částí parazitů.

## Nejznámější druhy cyst
- ovariální cysta (ve skutečnosti se jedná spíše o pseudocystu)
- zubní cysta